# Moville (Iowa)
Moville es una ciudad ubicada en el condado de Woodbury en el estado estadounidense de Iowa. En el Censo de 2010 tenía una población de 1618 habitantes y una densidad poblacional de 699,57 personas por km².

## Geografía
Moville se encuentra ubicada en las coordenadas 42°29′22″N 96°4′5″O / 42.48944, -96.06806. Según la Oficina del Censo de los Estados Unidos, Moville tiene una superficie total de 2.31 km², de la cual 2.31 km² corresponden a tierra firme y (0%) 0 km² es agua.

## Demografía
Según el censo de 2010, había 1618 personas residiendo en Moville. La densidad de población era de 699,57 hab./km². De los 1618 habitantes, Moville estaba compuesto por el 96.66% blancos, el 0.37% eran afroamericanos, el 0.56% eran amerindios, el 0.43% eran asiáticos, el 0% eran isleños del Pacífico, el 0.37% eran de otras razas y el 1.61% pertenecían a dos o más razas. Del total de la población el 1.85% eran hispanos o latinos de cualquier raza.